# Михайлова Катерина Павлівна
Катери́на Па́влівна Миха́йлова (* 1988) — українська військовичка; учасниця російсько-української війни. Призерка Ігор нескорених-2017.

## З життєпису
Народилась 1988 року в місті Нікополь, у віці 20 років поїхала з дому в самостійне життя. Жила в Луцьку; економіст за фахом. Відвідувала історичний клуб, стріляла з лука.
Приїхала на Майдан — 13 грудня 2013 року, коли почались страшні події. Було багато поранених, надавала допомогу. Після Майдану має попечені легені, довго хворіла — від гранат із газом, які підривали беркутівці.
Учасниця АТО, виносила з-під обстрілів бійців і рятувала їхні життя. Була в складі бойової групи батальйону «Айдар». Кілька місяців була добровольцем, аж потім почали оформляти, і вже служила за мобілізацією. Петро Січко — чоловік Катерини, також зазнав важких контузій і тривалого лікування. У грудні 2016 року побралися.
На Іграх нескорених-2017 (стрільба з лука) — срібна нагорода.

## Нагороди
- Орден «За заслуги» III ступеня[2]
- орден «За мужність» III ступеня[3]